# 刻有葡國盾徽之石塊（通往望廈坊之石階旁）

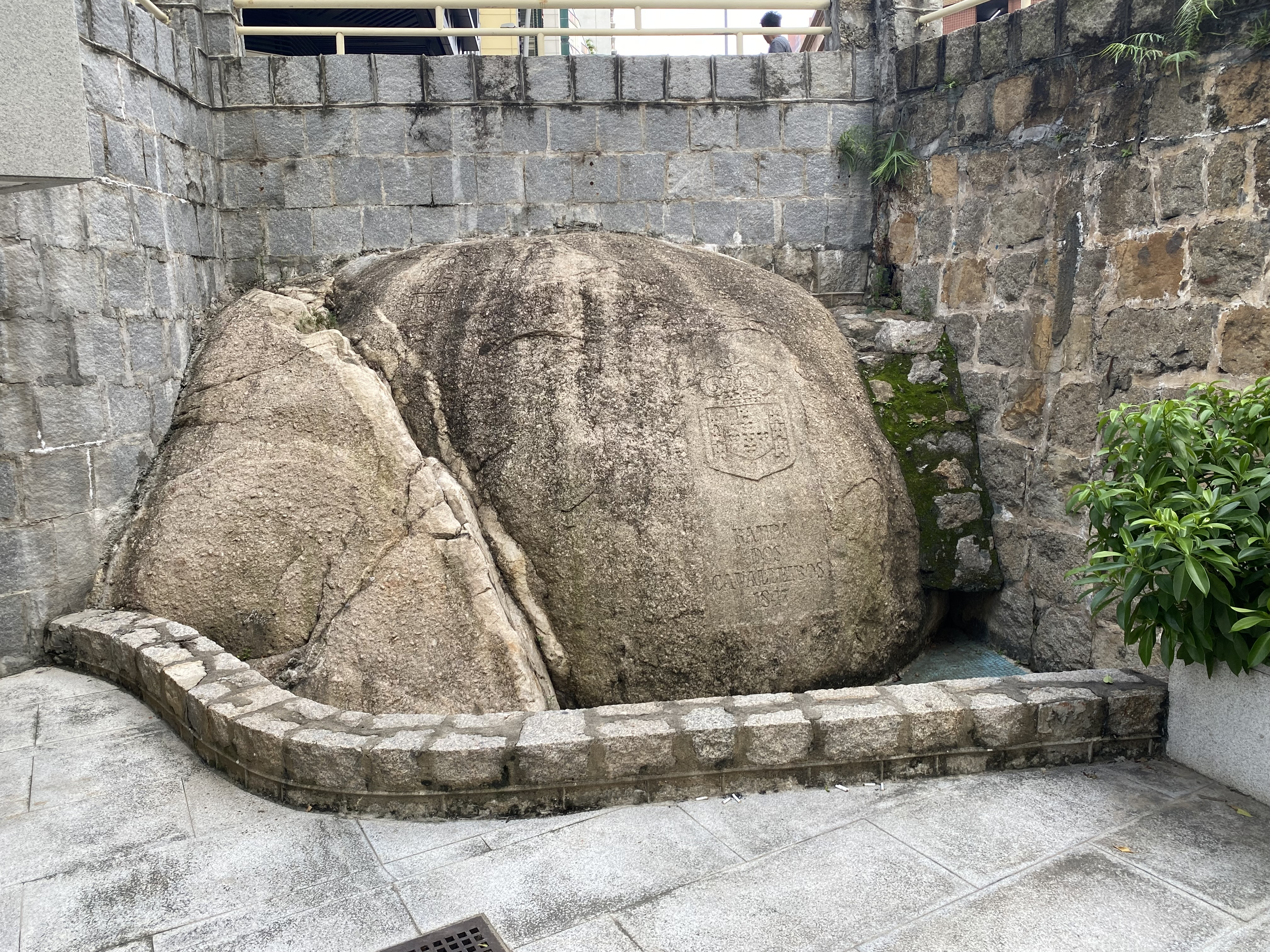

刻有葡國盾徽之石塊（通往望廈坊之石階旁），是位於澳門特別行政區黑沙環斜路旁的一塊石頭，位於昔日望廈村、今拆卸中望廈平民新邨地盤，為葡萄牙殖民澳門時所立。石上刻有＂RAMPA DOS CAVALEIROS 1847＂(即騎士斜坡)字樣及葡國盾徽。

## 歷史
- 1553年（明嘉靖三十二年），葡萄牙人以晾曬貨物為借口，登陸澳門媽閣廟附近。其後明政府批准葡萄牙人在廣東沿海進行貿易。[2]
- 1846年4月澳督亞馬留上任（清道光二十六年）澳督亞馬留上任，實行一系列殖民統治澳門的政策。
- 1847年(清道光二十七年)，派兵佔領望廈，並開闢馬路。此石就是於開闢馬路時設立。葡人習慣於＂新發現＂土地上刻石立碑作為佔領當地的象徵。 [1]

## 價值
- 該石為澳門文物之一。